# Vianne
Vianne är en kommun i departementet Lot-et-Garonne i regionen Nouvelle-Aquitaine i sydvästra Frankrike. Kommunen ligger i kantonen Lavardac som tillhör arrondissementet Nérac. År 2022 hade Vianne 980 invånare.

## Befolkningsutveckling
Antalet invånare i kommunen Vianne
| Referens: INSEE |